# 勝浦令子
勝浦 令子（かつうら のりこ、1951年 - ）は、日本の歴史学者。東京女子大学名誉教授。専攻は日本古代史。

## 来歴
1973年東京女子大学文理学部史学科卒業。1981年東京大学大学院人文科学研究科博士課程単位取得退学。高知女子大学助教授を経て、1992年より東京女子大学文理学部史学科教授。1996年『女の信心 妻が出家した時代』で女性史研究青山なを賞受賞。2001年「日本古代の僧尼と社会」で東大文学博士。2019年3月に定年退職。

## 著書
- 『女の信心 妻が出家した時代』平凡社選書、1995
- 『日本古代の僧尼と社会』吉川弘文館、2000 ISBN　9784642023535、オンデマンド版 2020　ISBN　9784642723534
- 『古代・中世の女性と仏教』山川出版社、2003 日本史リブレット
- 『孝謙・称徳天皇　出家しても政を行ふに豈障らず』ミネルヴァ書房、2014 ミネルヴァ日本評伝選
- 『橘嘉智子』吉川弘文館、2022 人物叢書 ISBN　9784642053099

## 共著
- 『日本史の中の女性と仏教』光華女子大学・光華女子短期大学真宗文化研究所編 吉田一彦、西口順子共著 法藏館 1999

## 執筆
- 「女の死後とその救済」（西口順子編『中世を考える 仏と女』）吉川弘文館 1997

## 参考
- 『古代・中世の女性と仏教』山川出版社　著者紹介